# Muntanyeta de Sant Miquel
Muntanyeta de Sant Miquel är en kulle i Spanien.   Den ligger i provinsen Província de València och regionen Valencia, i den östra delen av landet, 300 km sydost om huvudstaden Madrid. Toppen på Muntanyeta de Sant Miquel är 54 meter över havet.
Terrängen runt Muntanyeta de Sant Miquel är platt åt nordost, men åt sydväst är den kuperad. Havet är nära Muntanyeta de Sant Miquel åt nordost. Runt Muntanyeta de Sant Miquel är det ganska tätbefolkat, med 166 invånare per kvadratkilometer. Närmaste större samhälle är Gandia, 4,4 km nordväst om Muntanyeta de Sant Miquel. 